# Johannes-Schule Berlin
Die Johannes-Schule Berlin ist eine 2004 gegründete Waldorfschule in freier Trägerschaft im Berliner Ortsteil Schöneberg. Sie ist eine staatlich anerkannte Ersatzschule.

## Geschichte
Gegründet wurde die Schule aus einer Elterninitiative im Jahr 2004 mit einer sogenannten „Vorklasse“, der ab 2005 der Start des regulären Schulbetriebs mit einer ersten Klasse folgte. 2007 erfolgte die Aufnahme in den Bund der Freien Waldorfschulen. Seit dem Schuljahr 2014/15 umfasst die Schule die Klassenstufen eins bis 12, seit 2017/18 kann hier das Abitur abgelegt werden. Seit 2013 ist die Schule anerkannte Ersatzschule. Die Schule ist eine offene Ganztagsschule. Bei ihrer Gründung 2004 wurde ein Schulgebäude an der Bundesallee 35/38 in Berlin-Wilmersdorf genutzt.
2012 erwarb der Trägerverein der Schule ein Schulgrundstück an der Monumentenstraße 13A in Schöneberg, inmitten der Roten Insel. Das 17.000 m² große Grundstück stammte aus der Insolvenzmasse der Treberhilfe Berlin. Hier stand die 2008 geschlossene Schwielowsee-Grundschule, die nach dem Kauf abgerissen wurde. Im Mai 2016 wurde mit dem dreigeschossigen Schulgebäude und dem zweigeschossigen Kindergarten und Hort der erste Bauabschnitt fertiggestellt. Im November 2016 wurde die Schule offiziell eingeweiht. Das vorige Schulgebäude an der Bundesallee wird nun von einer Montessori-Schule, der Freudberg Gemeinschaftsschule, genutzt.
Im zweiten Bauabschnitt wurde das Gebäude für die Freie Fachschule für Sozialpädagogik und die Emil-Molt-Akademie errichtet, im dritten und letzten Bauabschnitt die Sporthalle.

## Schulprofil
Die Schule ist eine Waldorfschule und hat rund 370 Schüler. Sie umfasst die Klassenstufen 1 bis 13 und verfügt über einen angeschlossenen Kindergarten und Hort. Wie in fast allen Waldorfschulen werden dort Fächer wie Eurythmie, Handwerken, Handarbeit und Gartenbau unterrichtet. Daneben wird auch lebenspraktischer Unterricht und Projektunterricht erteilt. Die Schule hat eine eigene Sporthalle.
Sie hat einen direkten Übergang in die benachbarte Emil-Molt-Akademie, eine waldorfpädagogische Berufsfachschule und Fachoberschule.
Die Schule wird durch staatliche Finanzhilfe, Elternbeiträge und Spenden finanziert. Die monatlichen Elternbeiträge lagen 2022/23 bei etwa 8 % des Haushaltseinkommens der Eltern. Durchschnittlich betrug der monatliche Elternbeitrag 160 € pro Kind. 2017 stellte Joschka Langenbrinck (SPD) eine parlamentarische Anfrage, wie sich an 135 Berliner Privatschulen das Schulgeld und weitere Gebühren auf den Anteil der Schüler mit Lernmittelbefreiung und mit Eltern geringen Einkommens auswirkt, um die Umsetzung des Sonderungsverbots zu kontrollieren. Die Anfrage wurde von der Johannes-Schule nicht beantwortet.

## Standort und Architektur
Die Schule teilt sich ihr Gelände mit einem Waldorf-Kindergarten und dem Rudolf-Steiner-Bildungszentrum. Die Gebäude für diese Einrichtungen wurden gemeinsam geplant und von 2016 bis 2022 in drei Bauabschnitten errichtet. Die zuletzt fertiggestellte Sporthalle wird von allen drei Bildungseinrichtungen genutzt. Gemeinsames Kennzeichen der Gebäude am Standort ist neben der Planung durch ein Architektenbüro die Holzbauweise. Das Gebäude der Johannesschule ist dreigeschossig. Wie bei anthroposophischer Architektur üblich werden zumindest im Grundriss der Gebäude rechte Winkel vermieden.